# ATP Birmingham 1978
L'ATP Birmingham 1978  è stato un torneo di tennis giocato sul sintetico indoor. È stata la 6ª edizione dell'ATP Birmingham, che fa parte del Colgate-Palmolive Grand Prix 1978. Si è giocato a Birmingham negli USA, dal 9 al 15 gennaio 1978.

## Campioni

### Singolare
Björn Borg ha battuto in finale  Dick Stockton con il punteggio di 7–6, 7–5

### Doppio
Vitas Gerulaitis /  Sandy Mayer hanno battuto in finale  Frew McMillan /  Dick Stockton con il punteggio di 3–6, 6–1, 7–6